# Rottweil (Schiff)

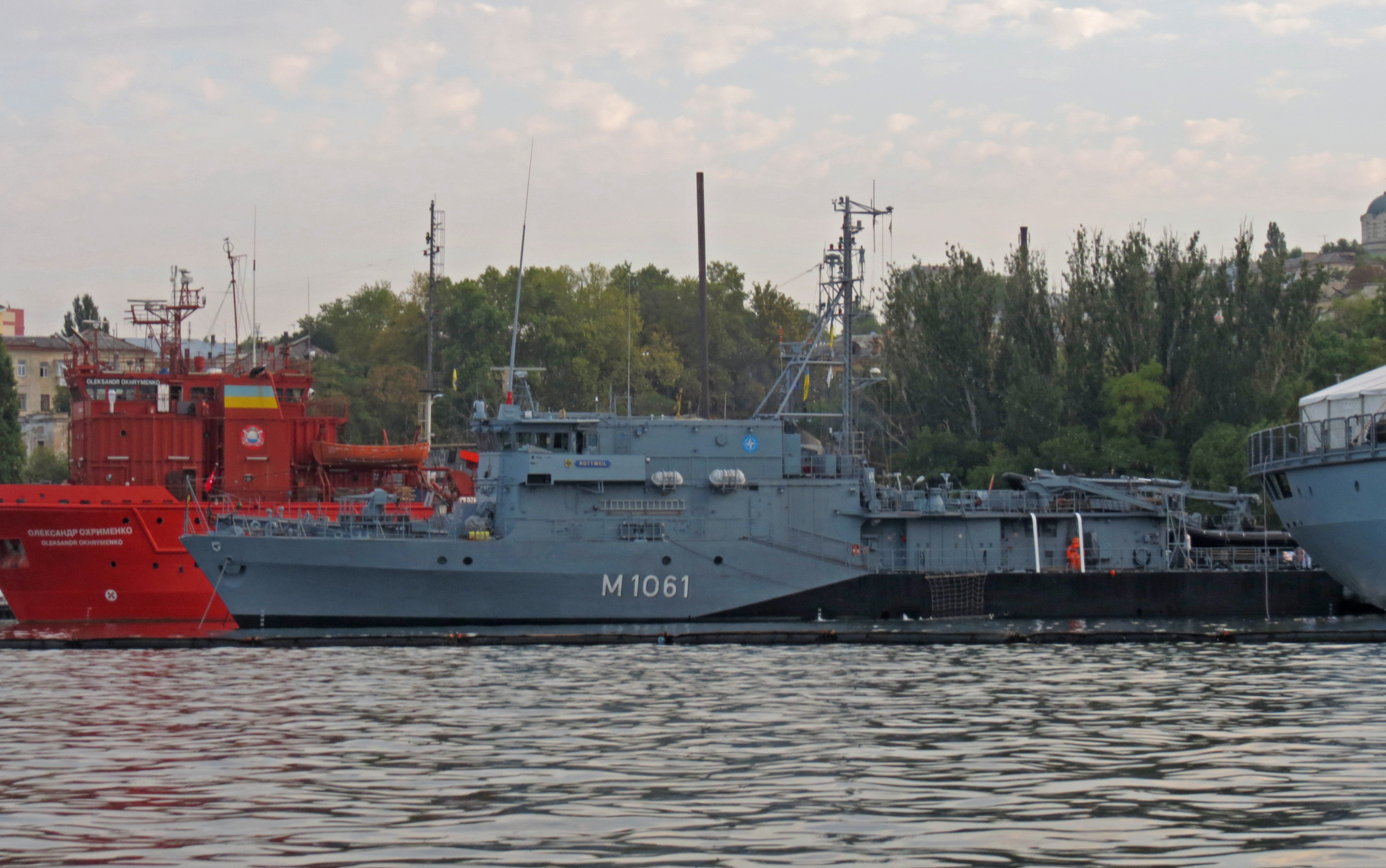
Rottweil, 2013
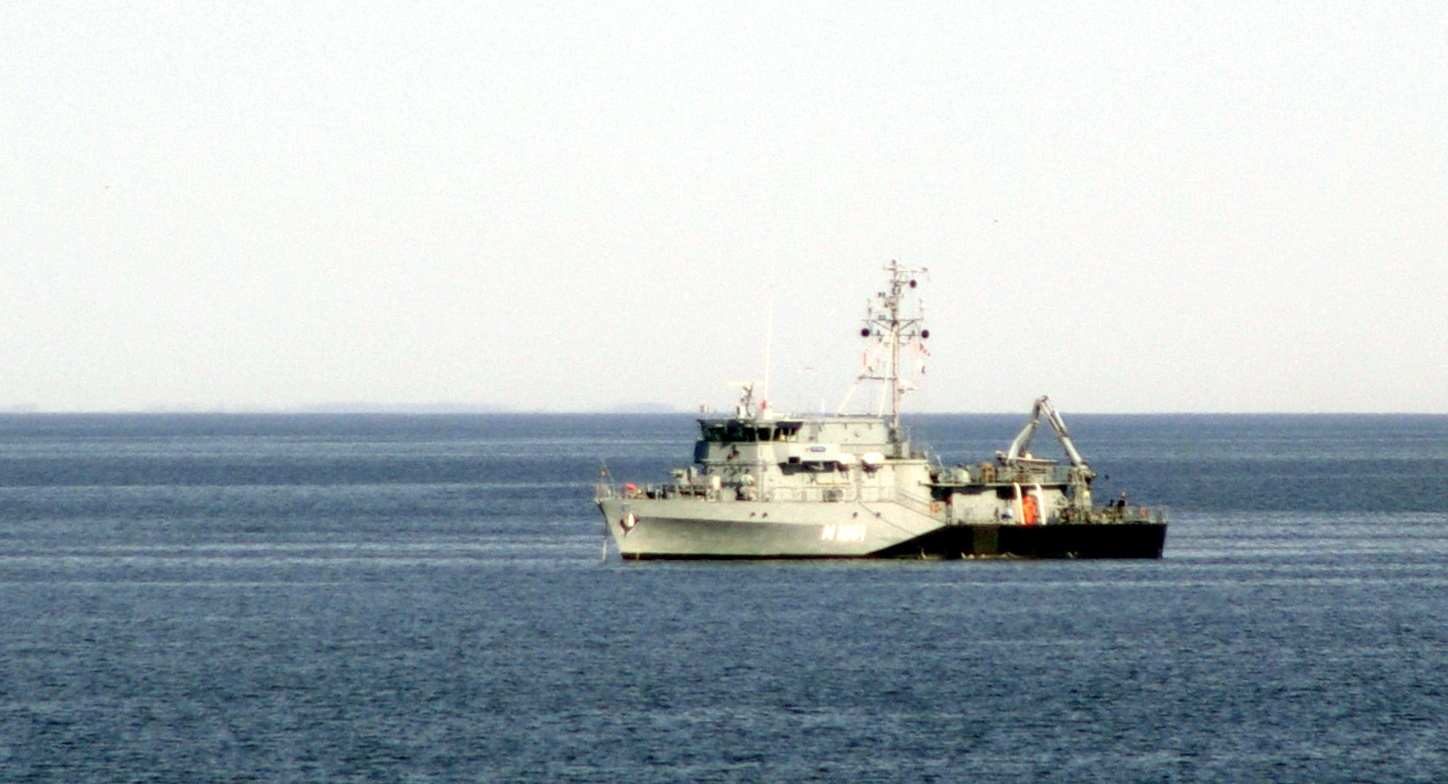
Rottweil
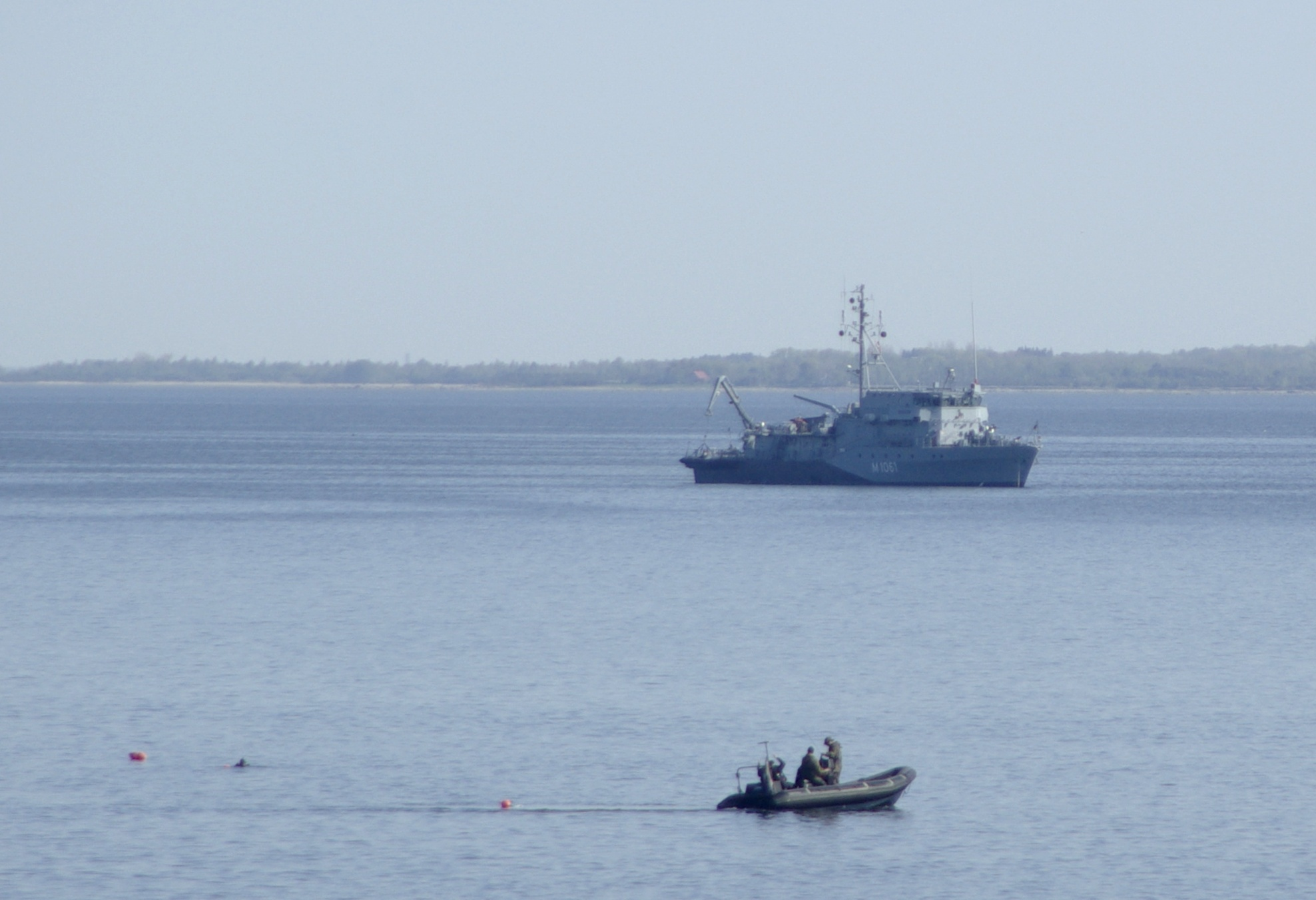
Rottweil

| FRG Naval Ensign                   | FRG Naval Ensign | FRG Naval Ensign |
| Allgemeine Informationen           | Allgemeine Informationen |                  |
| ---------------------------------- | --- | ---------------- |
| Klasse:                            | Minentaucher-Einsatzboot |                  |
| Bauwerft:                          | Fr. Lürssen Werft GmbH & Co. KG |                  |
| Umbau:                             | Peene-Werft & Marinearsenal Kiel |                  |
| Stapellauf:                        | 12. März 1992 |                  |
| Indienststellung:                  | 7. Juli 1993 |                  |
| Technische Daten und Informationen | |                  |
| Einsatzverdrängung:                | 644 t |                  |
| Länge über alles:                  | 54,40 m |                  |
| Breite über alles:                 | 9,20 m |                  |
| Seitenhöhe:                        | 4,85 m (Hauptdeck) 6,44 m (B-Deck) |                  |
| Tiefgang:                          | 2,50 m (Konstruktion) 2,60 m (Einsatz) |                  |
| Gesamtleistung:                    | 4.080 kW (5.550 PS) (Konstruktion) 4.480 kW (6.090 PS) (Kurzhöchstleistung)                                                                                    |                  |
| Geschwindigkeit:                   | 2,0 bis 6,0 kn (Langsamfahrt) 12,0 kn (Marsch) über 18,0 kn (Dauerhöchst)                                                                                      |                  |
| Brennstoffvorrat:                  | 60,29 m³ |                  |
| Besatzung:                         | 35 Personen |                  |
| Antrieb:                           | - zwei Dieselmotoren MTU 16V 396 TB84 mit je 2.040 kW (2.775 PS) - zwei Wellen - zwei fünfflügelige Verstellpropeller ø 1,90 m Durchmesser - zwei Flossenruder |                  |
| E-Maschinenanlage:                 | - drei E-Dieselmotoren MWM mit je 230 kW (312 PS) - drei Generatoren mit je 160 kVA                                                                            |                  |

Die Rottweil ist ein Minentaucher-Einsatzboot der Deutschen Marine. Das einstige Minenjagdboot der Frankenthal-Klasse, das im 1. Minensuchgeschwader in Olpenitz und dann im 3. Minensuchgeschwader in Kiel gedient und in dieser Zeit unter anderem an der Operation Allied Harvest teilgenommen hatte, wurde 2007/08 auf der Peene-Werft in Wolgast und im Marinearsenal Kiel zum Minentaucher-Einsatzboot umgebaut. Dabei wurden eine Druckkammer, ein Lagezimmer und eine Taucherplattform eingebaut und die Zahl der Beiboote von zwei auf vier erhöht.
Das Boot, stationiert in Kiel, gehört als Teil des Seebataillons zur Einsatzflottille 1 in Kiel. Erster Kommandant war Kapitänleutnant Kurt Altfuldisch, der älteste Minentaucher der deutschen Marine. Die Rottweil ersetzt das bei der Kröger-Werft in Schacht-Audorf gebaute und ebenfalls von Altfuldisch befehligte Boot Mühlhausen.
Die Rottweil kann bis zu 15 Minentaucher und deren Spezialausrüstung aufnehmen. Aufgabe der Taucher ist es, Häfen und Strände von Minen und Bomben zu räumen und in Krisensituationen Schiffe und Unterwasserinstallationen wie beispielsweise Pipelines auf Sprengladungen zu untersuchen, d. h. dort zu arbeiten, wo die Minenräumung mit Unterwasserdrohnen problematisch ist und Minen nicht einfach weggesprengt werden können. Des Weiteren werden Minentaucher auch zur Klassifikation und Identifikation von Minen sowie zur Evaluierung der Sprengung (Erfolg) eingesetzt.
- Rottweil, 2013
- Rottweil
- Rottweil

## Trivia
Besatzungen der Rottweil betreiben jährlich beim Rottweiler Weihnachtsmarkt einen Stand. Die Einnahmen werden an jährlich wechselnde, regionale Projekte gespendet.